# Künstler-Agentur der DDR
Die Künstler-Agentur der DDR war eine Agentur der DDR, die das alleinige Recht hatte, Künstler der DDR ins Ausland zu vermitteln und ausländischen Künstlern Auftritte in der DDR zu ermöglichen. Sie traf die Auswahl über die Auftritte der Künstler, kümmerte sich um die Honorare und die Aus- bzw. Einreisegenehmigungen. Künstler der DDR konnten nicht selbständig ohne ihre Vermittlung und Genehmigung im Ausland auftreten. Sie wurde am 1. Mai 1960 zuerst unter dem Namen Deutsche Künstler-Agentur GmbH Berlin gegründet und wurde am 1. September 1968 in den bis 1990 gültigen Namen umbenannt. Die Künstler-Agentur der DDR arbeitete mit den für die inländische Künstlervermittlung zuständigen Konzert- und Gastspieldirektionen (KGD) zusammen, die auch die Auslandsvermittlung vor 1960 erledigten. Weitere Kooperationen bestanden durch Protokollvereinbarungen mit den Künstler-Agenturen sozialistischer Länder und durch Rahmenverträge mit Einrichtungen wie dem Staatlichem Komitee für Rundfunk oder dem VEB Deutsche Schallplatten.
Nach der Wende 1990 versuchte sie, wieder unter ihrem ersten Namen Deutsche Künstler-Agentur GmbH Berlin als privates Unternehmen die Agenturtätigkeit weiterzuführen.

## Direktoren
- 1960–1961: Helmut Damerius
- 1961–1972: Ernst Zielke
- 1972–1990: Hermann Falk